# Johan Daniel von Stemann
Johan Daniel von Stemann (født 30. april 1887 i Randers, død 28. juni 1982 i Risskov) var en dansk officer og embedsmand.
Han var søn af stiftamtmand, kammerherre Gustav Stemann og hustru Helga Stemann født Meldahl, blev student fra Ribe Katedralskole 1904, sekondløjtnant og premierløjtnant 1907, kaptajn 1918, oberstløjtnant 1931, oberst 1934 og generalmajor 1937. Stemann gjorde karriere inden for administrationen, blev kontorchef i Krigsministeriet 1922, afdelingschef 1927, var direktør for Krigsministeriet 1932-45 og indgik fra 1943 i departementschefstyret. Stemann var chef for Hærens Krudtværk fra 1947, og i 1957 gik han på pension.
Han blev gift 3. marts 1911 med Ellen Margrethe Hammerich (3. marts 1890 i Aarhus – 15. december 1980 sammesteds), datter af grosserer Louis Hammerich og hustru Eleonora (Ellen) f. Liisberg.
Stemann blev kammerjunker 1913, Ridder af Dannebrogordenen 1924, Kommandør af 2. grad 1932 og Kommandør af 1. grad 1938, Dannebrogsmand 1928 og bar en række medaljer og udenlandske ordener.
Han er begravet på Risskov Kirkegård.
Der findes et portrætmaleri af Knud Larsen udført 1908.